# Планетарні млини

Планетарні млини — машина або апарат для подрібнення сипучих матеріалів (руд, вугілля, буд. матеріалів та ін.) для їх подальшого безпосереднього використання, збагачення.

## Конструкція
Конструктивно являють собою (рис.) агрегат з декількох барабанних млинів 3, змонтованих на вертикальному водилі 2.
На осі кожного млина насаджені шестерні 5, які находяться у зачепленні з нерухомим зубчатим колесом 4. При обертанні водила барабанні млини обертаються відносно осі водила, а також навколо власних осей. Подрібнювальні тіла у барабанах знаходяться під дією додаткових відцентрових сил, які виникають при обертанні барабана навколо осі водила.
Крупність вихідного матеріалу для планетарних млинів становить до 25 мм. У планетарних млинах подрібнення матеріалу здійснюється як металевими подрібнюючими тілами, так і у режимі самоподрібнення. Режим самоподрібнення матеріалів у планетарних млинах характеризується селективністю руйнування матеріалів різної міцності. Подрібнення матеріалу здійснюється головним чином стиранням.
Існують планетарні млини періодичної і безперервної дії. На збагачувальних фабриках планетарні млини можуть знайти застосування для особливих випадків помелу, наприклад, для подрібнення алмазовмісних руд.
Основна його перевага — це значна (на порядок і більш) питома продуктивність по знов утвореному класу заданої величини в порівнянні з кульовим млином. Але істотні недоліки, пов'язані з дуже великим зносом мелючих тіл і труднощами з безперервним завантаженням і розвантаженням матеріалу з млина не дозволили цьому млину знайти промислове застосування. На сьогодні планетарні млини застосовуються в основному для подрібнення у лабораторних умовах або для так званої механохімічної активації перед подальшим гідрометалургійним переділом. Використовуються в основному конструкції млинів лабораторних або напівпромислових розмірів